# 幕府將軍 (2024年電視劇)
《幕府將軍》（英語：Shōgun）是一部美國劇情類迷你劇集，為根據詹姆斯·克萊維爾1975年發表的同名小說第二度（第一版為1980年電視劇幕府將軍）改編作品，主演為真田廣之、柯斯莫·賈維斯、澤井杏奈等人，在片中多數台詞為日語。美国於2024年2月在FX和Hulu首播，美国之外則是於Disney+中的「Star」版块中同步上线，第一季共十集。
2024年，該劇成為了首部贏得艾美獎劇情類最佳影集獎的非英語作品，並在該獎中入圍25項並抱回18座獎項，也打破了艾美獎在單一季別中獲得最多獎項的紀錄。兩位主演，真田廣之與澤井杏奈也分別獲得最佳戲劇類影集男、女主角。

## 概要
《幕府將軍》講述來自不同世界、野心勃勃的兩個男人與一名神秘的女武士之間的糾葛。冒險家英國水手約翰·布萊克索恩（原型為三浦按針）因海難流落到日本，需要適應完全不同的文化環境；精明的將軍吉井虎永（原型為德川家康）需要應對危險的政治對手；貴族女子戶田鞠子（原型為細川伽羅奢）受娘家叛亂的影響，亟需證明自我的價值以及忠誠。

## 登場人物
注：括号中为原型人物
- 约翰·布莱克索恩／按針（威廉·亚当斯，獲家康賜名「三浦按針」）：柯斯莫·賈維斯
- 吉井虎永（德川家康，原作小說中人名為「吉井虎長」）：真田廣之
- 戶田鞠子（細川伽羅奢）：澤井杏奈
- 㭴木薮重（本多正信，原作小說中人名為「柏木矢部」）：淺野忠信
- 落葉夫人（淀殿）：二階堂富美
- 戶田廣松（細川藤孝）：西岡德馬（日语：西岡德馬）
- 石堂和成（石田三成）：平岳大（日语：平岳大）
- 大蓉院夫人（高台院）：AKO
- 戶田廣勝／文太郎（細川忠興）：阿部進之介（日语：阿部進之介）
- 中村秀俊（太閤）（豐臣秀吉）：螢雪次朗（日语：螢雪次朗）
- 黑田信久（織田信長）：尾崎英二郎（日语：尾崎英二郎）
- 村次／殿本顯直：竹嶋康成（日语：竹嶋康成）
- 樫木央海（本多正純，原作小說中人名為「柏木近江」）：金井浩人（日语：金井浩人）
- 大野晴信（大谷吉繼）：黑川武
- 木山右近定長（小西行長、高山右近）：井田裕基
- 杉山如水（前田利家）：户田年治（日语：戸田年治）
- 五十嵐：金川弘敦
- 伊藤輝鈍：篠井英介（日语：篠井英介）
- 瓦斯科·罗德里格斯：內斯特·卡博內爾
- 吉井長門（松平忠吉）：倉悠貴
- 马汀·阿维托神父（陆若汉（英语：João Rodrigues Tçuzu））：托米·巴斯托
- 宇佐見忠義（原作小說中姓氏為「宇佐美」）：高尾悠希（日语：高尾悠希）
- 宇佐見藤（原作小說中姓氏為「宇佐美」）：穗志萌香
- 桐夫人（吉井虎永的正室）（阿茶局）：洞口依子（日语：洞口依子）
- 菊：向里祐香（日语：向里祐香）
- 竹丸：祁答院雄貴（日语：祁答院雄貴）
- 靜夫人（吉井虎永的側室）：藤本真子（日语：藤本真子）

## 集數
| 集數 | 標題           | 導演                  | 編劇                           | 首播日期      |
| ---- | -------------- | --------------------- | ------------------------------ | ------------- |
| 1    | 按針           | Jonathan van Tulleken | Rachel Kondo & Justin Marks    | 2024年2月27日 |
| 2    | 兩位主人的僕人 | Jonathan van Tulleken | Rachel Kondo & Justin Marks    | 2024年2月27日 |
| 3    | 擇日再戰       | Charlotte Brändström  | Shannon Goss                   | 2024年3月5日  |
| 4    | 八重垣         | Frederick E.O. Toye   | Nigel Williams & Emily Yoshida | 2024年3月12日 |
| 5    | 諱莫如深       | Frederick E.O. Toye   | Matt Lambert                   | 2024年3月19日 |
| 6    | 花柳界的女子   | Hiromi Kamata         | Maegan Houang                  | 2024年3月26日 |
| 7    | 一柱香的時間   | Takeshi Fukunaga      | Matt Lambert                   | 2024年4月2日  |
| 8    | 如臨深淵       | Emmanuel Osei-Kuffour | Shannon Goss                   | 2024年4月9日  |
| 9    | 緋紅天空       | Frederick E.O. Toye   | Rachel Kondo & Caillin Puente  | 2024年4月16日 |
| 10   | 大夢一場       | Frederick E.O. Toye   | Maegan Houang & Emily Yoshida  | 2024年4月23日 |

## 製作

### 開發
2018年8月3日，FX電視台在電視評論家協會的年度夏季媒體會上宣佈直接預訂《幕府將軍》。執行製片人包括安德魯·麥唐納、亞倫·賴克、麥可·德·盧卡、米凱拉·克萊維爾（原著小說作者詹姆斯·克萊維爾的女兒）、提姆·范恩·派頓、尤金·凱利和羅南·貝內特。瑞秋·貝內特擔任製片總監，湯姆·溫徹斯特與本劇男主角真田廣之擔任製片人，喬治娜·佩佩為聯合製片人，宮川惠里子為助理製片人。此外，提姆·范恩·派頓還將執導數集，羅南·貝內特還將執筆編劇。製作公司包括FX和DNA Films。

### 拍攝
在日本和英國的主體拍攝計劃於2019年3月開始，由於製作公司認為前期製作未能達到目標，而延遲了開鏡時間。
第一季的主要拍攝工作於2021年9月22日在溫哥華開始，一直持續到2022年6月30日，比預期多了兩個月。拍攝主要在不列顛哥倫比亞省南部周邊地區進行，包括溫哥華、穆迪港、和高貴林市以及溫哥華島的尤克盧利特市。

### 播出後
第一季在播出後廣受好評，迪士尼宣布劇組將會製作第二季和第三季，並宣布真田廣之將會繼續參與續作的演出。

## 註解
1. ↑  美國於Hulu on Disney+上線；其他地區Star版塊上線。

## 資料來源
1. ↑  Spaeth, Ryu. . Vulture. 2024-04-23  [2024-09-18] （英语）.
2. ↑  . AP News. 2024-09-15  [2024-09-18]. （原始内容存档于2024-10-01） （英语）.
3. 1 2  Andreeva, Nellie; Petski, Denise. . Deadline Hollywood. 2018-08-03  [2018-12-18]. （原始内容存档于2018-08-05） （美国英语）.
4. ↑  Nemetz, Dave. . TVLine. 2018-08-03  [2018-12-18]. （原始内容存档于2018-09-18） （美国英语）.
5. ↑  Cook, Laurence. . Backstage. 2018-11-12  [2018-12-18]. （原始内容存档于2018-11-13） （美国英语）.
6. ↑  Andreeva, Nellie. . Deadline Hollywood. 2019-02-04  [2019-05-08]. （原始内容存档于2019-05-08） （美国英语）.
7. ↑  . Tri-City News. 2023-12-05  [2024-09-18]. （原始内容存档于2024-06-22） （英语）.
8. ↑  Moss. . The Walt Disney Company. 2024-05-16  [2024-05-17].
9. ↑  Goldberg, Lesley. . The Hollywood Reporter. 2024-05-16  [2024-05-17]. （原始内容存档于2024-09-25）.
10. ↑  . ORICON NEWS. 2024-05-17  [2024-05-17]. （原始内容存档于2024-05-23）.